# فرودگاه بین‌المللی کتسالکوآتل
 فرودگاه بین‌المللی کتسالکوآتل (به انگلیسی: Quetzalcóatl International Airport) یک فرودگاه همگانی مسافربری با کد یاتا NLD است که یک باند فرود آسفالت دارد و طول باند آن ۲۰۰۰ متر است. این فرودگاه در کشور مکزیک قرار دارد و در ارتفاع ۱۴۸ متری از سطح دریا واقع شده است.